# Anderson-Querzahnmolch
Der Anderson-Querzahnmolch (Ambystoma andersoni) ist ein tagaktiver mexikanischer Schwanzlurch aus der Familie der Querzahnmolche (Ambystomatidae), der gewöhnlich nur in neotener, larvenähnlicher Form auftritt.

## Beschreibung
Der ausgewachsene Salamander erreicht eine Länge von 18 Zentimetern. Er hat einen massigen Körper, einen wenig abgeflachten Kopf und einen relativ kurzen Schwanz mit einem ziemlich hohen Schwimmsaum. Seine Färbung ist ein Muster mit schwarzen Flecken, die oft miteinander verbunden sind, und einer leuchtend rötlich-braunen Grundfärbung. An den außenliegenden Kiemenbüscheln befinden sich leuchtend rote Fäden.
Die Salamander werden in ihrem natürlichen Habitat als neoten beschrieben. Sie leben aquatisch und verbringen dort normalerweise ihr ganzes Leben. Morphologisch betrachtet scheinen sie entfernt mit dem Dumerils Querzahnmolch (Ambystoma dumerilii) vom Lago Pátzcuaro verwandt zu sein. Genetisch handelt es sich um eine Schwesterart des Axolotl (Ambystoma mexicanum) (Samuels et al. 2005). Im Gegensatz zu ihren Verwandten besitzen sie zwischen ihren Fingern Schwimmhäute und nur die Endglieder stehen hervor.
Wie alle neotenen Ambystoma-Arten behält auch A. andersoni meist die Larvenmerkmale sein ganzes Leben bei und pflanzt sich auch im Larvenstadium fort. Dies gilt aber wahrscheinlich nur in seinem natürlichen Habitat. Dort konnten bisher noch keine durch die Metamorphose gegangenen terrestrisch lebenden Salamander gefunden werden. Bei aquaristischer Haltung kommt es gelegentlich zur Metamorphose, wobei die Ursache dafür derzeit noch nicht bekannt ist.

## Vorkommen
Der Anderson-Querzahnmolch ist endemisch in der Laguna en Zacapú sowie in einem kleinen Zufluss. Der Lago Zacapú (19°50'N 101°47'W) ist ein kleiner See in der Nähe von Zacapú.
Die Temperaturen liegen zwischen einem Maximum von 25 °C sowie einem Minimum von 8 °C. Die Größe des Sees beträgt 39,96 ha, bei einer nicht genau bekannten Tiefe. Das Wasser ist morastig, undurchsichtig und hat eine graue Färbung. Der See befindet sich auf einer Höhe von 1990 Metern über dem Meeresspiegel innerhalb der Mesa Central, einem Teil von Mexiko, in einem Gebiet, wo viele neotene Ambystoma-Arten beheimatet sind. Die Temperatur des Sees ist gemäßigt, bei einem niedrigen Salzgehalt. Gespeist wird er aus einem einzigen Zufluss, der vom Patzcuaro-See zum Zacapú-See fließt.

## Fortpflanzung
Mit ca. 8 bis 15 Monaten ist der Anderson-Querzahnmolch geschlechtsreif. Im natürlichen Lebensraum liegt die Paarungszeit im Frühjahr. Die Balz des Männchens ist eine Art Tanz, während der aufgerichtete Schwanz häufig schnelle schlängelnde Bewegungen ausführt, wird der Körper gebeugt. Darauf werden eine oder mehrere Spermatophore(n) auf dem Boden abgesetzt. Das Weibchen nimmt sie in seine Kloake auf. Zwei Tage nach der Paarung, bzw. 8 bis 24 Stunden nach der Aufnahme der Spermatophoren folgt das Ablaichen. Die Eier werden vorzugsweise an Blättern von Wasserpflanzen abgelegt. Ein Gelege besteht aus etwa 80 bis 300 Eiern. Die Jungen schlüpfen,  temperaturabhängig, nach ca. 9 bis 15 Tagen, um dann noch zwei Tage von ihrem Dottervorrat zu zehren, bevor sie selbständig auf Nahrungssuche gehen. Diese Art der Fortpflanzung nennt man Pädogenese.

## Ernährung
Der Anderson-Querzahnmolch ernährt sich als Ansitzjäger von Krebstieren, anderen wasserbewohnenden Wirbellosen, Fischen und von Laich sowie Jungtieren von Lurchen. Auch der Nachwuchs von Artgenossen steht auf ihrem Speiseplan. Ihr breites großes Maul befähigt sie, überraschend große Beutetiere zu fangen und zu verschlingen.

## Artenschutz
Da Anderson-Querzahnmolch ein stark eingeschränktes Verbreitungsgebiet hat, sind die Tiere in der freien Natur äußerst bedroht, zumal sie, ähnlich wie die Axolotl, von den Ortsansässigen gelegentlich gegessen werden. Die IUCN stuft Ambystoma andersoni als „critically endangered“ (vom Aussterben bedroht) ein.